# 看世纪末向你走来
《看世纪末向你走来》为龙应台所写杂文，内容主要描述龙应台所看到的欧洲的变化，以及对改革开放后的中国大陆的探访等。她提出的问题不但质疑了20世纪末，也诘问了21世纪。

## 内容
- 《人在欧洲》是龙应台旅居瑞士一年多的心路历程。它详尽又形象地展现了龙应台当时的关注点：就地球村的整体文化而言，“白种文化”的绝对强势所造成的世界同质化倾向，对“弱势文化”中的作家无疑是一种危机、一种威胁；一些基本信念，比如公正、自由、民主、人权等，必须超脱民主主义的捆绑；“弱势文化”中的作家或许应该结合力量，发出声音；谈四海一家，必须先站在平等的立足点上。

- 《都是过客》则是龙应台在欧洲、美国时的想法。此时，龙应台已经成为《中国时报》驻外记者的一员，能够亲身进入到新闻的第一线，这使她的评论增添了记者报导的色彩。她目睹了欧洲的变化，亲历东德西德的合并，更深入苏联了解当时巨变和解体的过程。

- 《大陆印象》为龙应台在中国大陆时的所见所闻所感。

- 《看世纪末》当中提出的问题，不仅是在诘问就要过去的20世纪，也是在诘问即将到来的21世纪。

- 附录《三个和一个——龙应台杂文散议》，为杨际岚先生所作，也收录在本书中。